# Amphiacusta annulipes
Amphiacusta annulipes är en insektsart som först beskrevs av Jean Guillaume Audinet Serville 1831.  Amphiacusta annulipes ingår i släktet Amphiacusta och familjen syrsor. Inga underarter finns listade i Catalogue of Life.